# 聖弗朗西斯科島

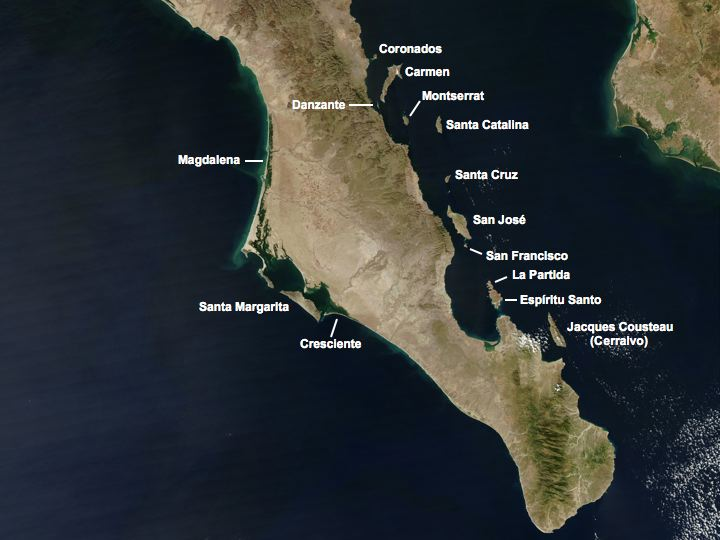

聖弗朗西斯科島是墨西哥的島嶼，位於加利福尼亞灣南部海域，距離拉巴斯約75公里，由南下加利福尼亞州負責管轄，長2.5公里、寬2.5公里，面積3.78平方公里，島上無人居住。